# Bourdeaux
Bourdeaux là một xã thuộc tỉnh Drôme trong vùng Auvergne-Rhône-Alpes đông nam nước Pháp. Xã Bourdeaux nằm ở khu vực có độ cao trung bình 407 mét trên mực nước biển.